# إيانا تيكل غارسيا
إيانا أوليفيا تيكل غارسيا (من مواليد 7 مايو 2000) هي عارضة أزياء جامايكية وحاملة لقب ملكة جمال التي توجت ملكة جمال جامايكا الكون 2019. وسوف تمثل جامايكا في مسابقة ملكة جمال الكون 2019.

## روابط خارجية
- Miss Jamaica Universe official website
- إيانا تيكل غارسيا على إنستغرام

| الجوائز و الإنجازات | الجوائز و الإنجازات        | الجوائز و الإنجازات |
| ------------------- | -------------------------- | ------------------- |
| سبقه Emily Maddison | Miss Jamaica Universe 2019 | تبعه TBA            |